# スターウッド・ホテル&リゾート
スターウッド・ホテルズ&リゾーツ・ワールドワイド (Starwood Hotels and Resorts Worldwide) は、世界規模で展開していた大型ホテルチェーン。スターウッド・ホテル&リゾート、単にスターウッドとも。後述の買収により、現在は全ブランドがマリオット・インターナショナル傘下となり、「スターウッド」の名前は消滅した。
10のブランド（「シェラトン」、「ウェスティン」、「セントレジス」、「ラグジュアリーコレクション」、「W」、「ル・メリディアン」、「トリビュートポートフォリオ」、「アロフト」、「エレメント」、「フォーポイント・バイ・シェラトン」）で構成されていた。

## 歴史
スターウッドのフラグシップであるシェラトンは1937年、創業者のアーネスト・ヘンダーソン（1897年 - 1967年）とロバート・ムーアがマサチューセッツ州スプリングフィールドにあるホテル「ストーンヘブン」を買収して創業。その後買収で順調にホテルの数を増やし、1949年にカナダのホテルチェーンを買収し世界規模に成長。
1960年代にラテンアメリカと中東に最初のシェラトンホテルを開業、1965年には100番目のシェラトンホテルを開業させた。さらに1985年には中華人民共和国に最初のシェラトンホテルとなる「グレートウォール・シェラトン・ホテル」北京（漢字表記・長城飯店）を開業させた。
1995年4月にはシェラトンよりも手頃な価格でビジネスやレジャー目的の顧客にフルサービスを提供する中規模ホテルのフォーポイント・バイ・シェラトンが誕生した（例外として、シドニーのフォーポイント・バイ・シェラトンは日航ダーリングハーバーを買収して誕生したホテルなので他のフォーポイント・バイ・シェラトンと比べて部屋数が圧倒的に多く630室もあり、シドニーで一番部屋数が多いホテルとなっている）。
「シェラトン」がブランド名になった理由は、所有ホテルの一つであるボストンのシェラトンホテル（1939年買収、現在もシェラトンブランドで営業中）の屋上にかなりの費用を投じたネオンサインがあり、ブランド名をシェラトン以外のものにすると、このネオンサインを撤去することになり無意味な出費が発生してしまうため、ヘンダーソンのツルの一声で、シェラトンがブランド名になった。
ウェスティンは1930年に創業。1980年代最後のバブル期絶頂の頃に日本の青木建設がウェスティン株を買収し青木建設傘下に入ったが、1990年代に入りバブルが崩壊すると青木建設はウェスティン株を手放してしまう。その時すかさずウェスティンの買収に動いたのが、不動産投資家で多くのホテルを所有するホテルオーナーのスターウッドである。彼は1998年1月にウェスティン株のすべてを、同年2月にシェラトン株のすべてをそれぞれ買収し、5つのブランドからなるスターウッド・ホテルズ&リゾーツ・ワールドワイドが新たに誕生した。さらに同年にはデザイナーズホテルブランド「W」のダブリュー・ホテルが誕生した。
シェラトンとウェスティンを買収して巨大なホテルチェーンとなった背景には、航空会社などで普及している会員制組織（フリークエント・ビジネス・プログラム）の拡大と充実が、顧客獲得への近道と結論づけたことにある。顧客を獲得するためには世界中に自社のホテルが必要となり、そのためにもシェラトンとウェスティンの買収は不可欠だった。
2005年11月にはル・メリディアンをスターウッドのブランドに加え、さらにホテルチェーンの規模を拡大した。
2006年には新ブランドであるアロフト、エレメントが誕生した。
2015年には新ブランドであるトリビュートポートフォリオが誕生した。
2015年11月、マリオット・インターナショナルによる当ホテルグループの買収が発表され、2016年4月2日に約136億ドルで買収されることが決定した。

## ブランド
ブランド毎にビジネスモデルやターゲット層が異なるが、標準的な客室の宿泊料金が高い順に並べると以下のようになっている。
なお、買収元のマリオットでは、下記の「高級ホテル」のうちダブリュー・ホテルまでを「ラグジュアリー（高級ホテル）」、ウェスティン以下の「高級ホテル」と「中級ホテル」を「プレミアム（中級ホテル）」、フォーポイント・バイ・シェラトンとアロフトを「セレクト（低価格ホテル）」、エレメントを「長期滞在」に分類している。
高級ホテル
- セントレジス (St. Regis)
1904年にニューヨークで創業した高級ホテルを端緒とするブランド。
- ザ・ラグジュアリーコレクション (The Luxury Collection)
王侯貴族が所有した歴史ある建物や、建物自体の美しさ、インテリアの豪華さなどに特徴のあるブランド。
- ダブリュー・ホテル (W Hotels)
宿泊に特化したデザイナーズホテル。
- ウェスティン (Westin)
バブル景気期に一時、日本の企業が所有した後、当社の傘下となった。
- ル・ロイヤル・メリディアン (Le Royal Méridien)
エールフランスが経営していたホテルを端緒とするブランド（ル・メリディアン・ホテル&リゾーツ）の高級ホテルに相当する。
- トリビュートポートフォリオ (Tribute Portfolio)
2015年4月より展開している、独立系高級ホテルを厳選したブランド。
- シェラトン・グランド (Sheraton Grand)
シェラトンの上位ブランド。2015年より設定され、シェラトンの中でもハイグレードなホテルがこちらに分類されることになった[6]。

中級ホテル
- ル・メリディアン (Le Méridien)
エールフランスが経営していたホテルを端緒とするブランド（ル・メリディアン・ホテル&リゾーツ）の中級ホテルに相当する。
- シェラトン (Sheraton)
同社最大のホテル数のブランド。

低価格ホテル
- アロフト (Aloft Hotels)
W系の低価格ブランド。2009年に第1号ホテルが北米で開業。
- エレメント・バイ・ウェスティン (Element by Westin)
ウェスティン系の低価格ブランド。環境に配慮した設備で、比較的長期滞在向け。2008年初旬に第1号ホテルが北米で開業。
- フォーポイント・バイ・シェラトン (Four Points by Sheraton)
シェラトン系の低価格中規模ホテルブランド。

## 日本での展開

### 営業中のホテル
- 開業年は現ホテルブランドでのもの。それ以前の歴史や各ホテル詳細については各記事参照。

| 名称                                                 | 画像 | 所在地                                    | 位置                                         | 開業             | 業務                                                 |
| ---------------------------------------------------- | --- | ----------------------------------------- | -------------------------------------------- | ---------------- | ---------------------------------------------------- |
| キロロ トリビュートポートフォリオホテル 北海道       | | 北海道余市郡赤井川村                      |                                              | 2015年 011月19日 |                                                      |
| キロロ トリビュートポートフォリオホテル 北海道       | キロロリゾート内のホテルピアノを改修・リブランド。トリビュートポートフォリオブランドとしては、アジア太平洋地域初進出。 |                                           |                                              |                  |                                                      |
| シェラトン 北海道キロロリゾート                      | | 北海道余市郡赤井川村                      |                                              | 2015年 012月4日  |                                                      |
| シェラトン 北海道キロロリゾート                      | キロロリゾート内のマウンテンホテルを改修・リブランド。シェラトンブランドとしては、2014年9月のシェラトンホテル札幌が撤退以来の北海道再進出。 |                                           |                                              |                  |                                                      |
| ウェスティン ルスツリゾート                          | | 北海道虻田郡留寿都村                      |                                              | 2015年 012月5日  |                                                      |
| ウェスティン ルスツリゾート                          | ルスツリゾート内のルスツタワーホテルを改修・リブランド。ウェスティンブランドとしては、北海道初進出。 |                                           |                                              |                  |                                                      |
| フォーポイントバイシェラトン函館                     | | 北海道函館市                              |                                              | 2016年 09月1日   | PHG函館マネジメント                                  |
| フォーポイントバイシェラトン函館                     | ロワジールホテル函館が、2016年8月31日にソラーレホテルズを離脱し、2016年9月1日から「フォーポイントバイシェラトン函館」としてリブランドオープン。フォーポイントバイシェラトンは、「シェラトン」の姉妹ブランドで、日本初進出となる。また、函館として、初のインターナショナルブランドホテルとなる。 |                                           |                                              |                  |                                                      |
| ウェスティンホテル仙台                               | | 宮城県仙台市青葉区 （仙台トラストシティ） | 北緯38度15分23.42秒 東経140度52分34.49秒     | 2010年 08月1日   | 森トラスト・ホテルズ&リゾーツ                        |
| シェラトン・グランデ・ トーキョーベイ・ホテル        | | 千葉県浦安市 （東京ディズニーリゾート）   | 北緯35度37分33.74秒 東経139度52分39.77秒     | 1988年 04月14日  | ケーヨーリゾート開発                                 |
| ウェスティンホテル東京                               | | 東京都目黒区 （恵比寿ガーデンプレイス）   | 北緯35度38分29.58秒 東経139度42分54.93秒     | 1994年 10月14日  | 三田ホールディング                                   |
| シェラトン 都ホテル東京                              | | 東京都港区 （白金台）                     | 北緯35度38分21.74秒 東経139度43分48.81秒     | 2007年 04月1日   | 近鉄・都ホテルズ （近鉄グループ）                    |
| ザ・プリンスギャラリー 東京紀尾井町                  | | 東京都千代田区 （紀尾井町）               |                                              | 2016年 07月27日  | プリンスホテル （西武グループ）                      |
| ザ・プリンスギャラリー 東京紀尾井町                  | 東京初（日本では京都に次ぐ2番目）のラグジュアリーコレクション。 |                                           |                                              |                  |                                                      |
| 横浜ベイシェラトン ホテル&タワーズ                   | | 神奈川県横浜市西区 （横浜駅西口）         | 北緯35度28分0.43秒 東経139度37分13.56秒      | 1998年 09月24日  | 相鉄ホテル                                           |
| フォーポイント・バイ・シェラトン 名古屋 中部国際空港 | | 愛知県常滑市 （中部国際空港）             | 北緯34度51分43.4916秒 東経136度49分11.4738秒 | 2018年 011月1日  | ラグジュアリー・ホテル・インターナショナル・ジャパン |
| ウェスティン 都ホテル京都                            | | 京都府京都市東山区 （三条通）             | 北緯35度0分31.6秒 東経135度47分16.76秒       | 2002年 04月      | 近鉄・都ホテルズ （近鉄グループ）                    |
| 翠嵐 ラグジュアリーコレクションホテル京都            | | 京都府京都市右京区                        |                                              | 2015年 03月23日  | 森トラスト・ホテルズ＆リゾーツ                       |
| 翠嵐 ラグジュアリーコレクションホテル京都            | 天龍寺の隣接地約4400平方メートルに、地上3階地下1階で、客室は39室。ラグジュアリーコレクション日本初進出。 |                                           |                                              |                  |                                                      |
| ウェスティンホテル大阪                               | | 大阪府大阪市北区 （新梅田シティ）         | 北緯34度42分16.54秒 東経135度29分22.06秒     | 1993年 06月      | テェルウィン コーポレーション                        |
| セントレジスホテル大阪                               | | 大阪府大阪市中央区 （本町）               | 北緯34度40分59.85秒 東経135度30分4.25秒      | 2010年 10月1日   | スターウッド･ ホテル&リゾート                        |
| セントレジスホテル大阪                               | セントレジスの日本進出第1号。 |                                           |                                              |                  |                                                      |
| シェラトン 都ホテル大阪                              | | 大阪府大阪市天王寺区 （大阪上本町駅）     | 北緯34度39分56.76秒 東経135度31分14.88秒     | 2007年 04月1日   | 近鉄・都ホテルズ （近鉄グループ）                    |
| W OSAKA                                              | | 大阪市中央区南船場                        |                                              | 2021年3月16日    | 積水ハウス                                           |
| 神戸ベイシェラトン ホテル&タワーズ                   | | 兵庫県神戸市東灘区 （六甲アイランド）     | 北緯34度41分22.78秒 東経135度16分12.16秒     | 1992年 06月25日  | ホテルニューアワジ                                   |
| シェラトングランドホテル広島                         | | 広島県広島市東区 （広島駅北口）           | 北緯34度23分52.85秒 東経132度28分38.96秒     | 2011年 03月28日  | A・I・C広島マネジメント                              |
| シェラトングランドホテル広島                         | シェラトンブランド内で、ワンランク上のカテゴリーとなるシェラトングランドに認定され、2016年6月10日「シェラトンホテル広島」から「シェラトングランドホテル広島」に名称変更。 |                                           |                                              |                  |                                                      |
| シェラトン・グランデ・ オーシャンリゾート            | | 宮崎県宮崎市 （シーガイア）               | 北緯31度57分33.31秒 東経131度28分13.23秒     | 2002年 03月29日  | フェニックスリゾート                                 |
| シェラトン鹿児島ホテル                               | | 鹿児島県鹿児島市                          |                                              | 2023年5月16日    | 南国ホテルズ（南国殖産など）                         |
| シェラトン 沖縄サンマリーナリゾート                  | | 沖縄県国頭郡恩納村                        |                                              | 2016年 06月1日   | サンマリーナ・オペレーションズ (森トラストグループ)  |
| シェラトン 沖縄サンマリーナリゾート                  | サンマリーナホテルを改修・リブランド。シェラトンブランドとしては、24年ぶりの沖縄県再進出。 |                                           |                                              |                  |                                                      |
| イラフSUIラグジュアリーコレクションホテル沖縄宮古    | | 沖縄県宮古島市 （伊良部島）               |                                              | 2018年 012月19日 | 森トラスト・ホテルズ&リゾーツ                        |
| イラフSUIラグジュアリーコレクションホテル沖縄宮古    | 森トラストとの協業で、「ラグジュアリーコレクションホテル」と森トラストの「翠 SUI」とのダブルブランド。 |                                           |                                              |                  |                                                      |

### 提携解消
- 以下の2ホテルはル・メリディアンと業務提携していたが、ル・メリディアンがスターウッドの傘下となってしばらく後の2008年5月31日をもって提携解消した。
  - 旧ホテル・グランパシフィック・メリディアン（東京都港区、1998年開業、業務：ホテルグランパシフィック）
提携解消後、ホテル グランパシフィック LE DAIBAに改称。さらに2016年7月グランドニッコー東京 台場にリブランド。
  - ホテルパシフィック東京（東京都港区、業務：ホテル京急）
2010年9月30日で閉館し、現在はビジネスホテル（京急EXホテル品川（旧京急EXイン 品川駅前））を含む複合商業施設「SHINAGAWA GOOS」として、2011年4月29日に改装オープンしている。

- 大阪全日空ホテルシェラトン（大阪府大阪市、1995年3月まで）
その後、「大阪全日空ホテル」を経て、2008年10月1日から「ANAクラウンプラザホテル大阪（IHG ANA ホテルズ）」。
- シェラトンホテル札幌（札幌市厚別区、2014年9月まで）
1996年の開業時は「新さっぽろパレスホテル」。1999年9月11日から「シェラトンホテル札幌」、2014年10月1日から「ホテルエミシア札幌」。

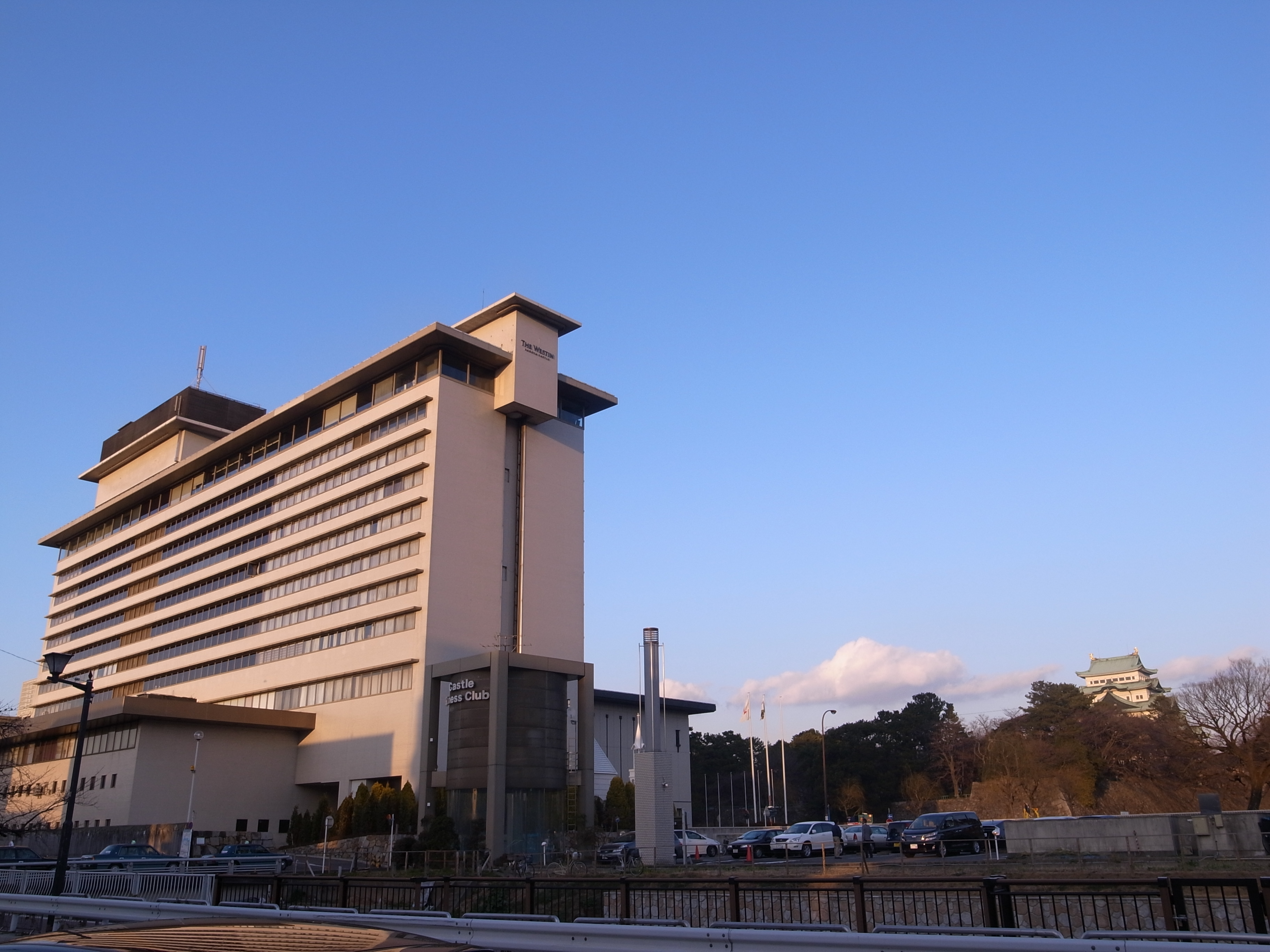
ウェスティンナゴヤキャッスル（現在はホテルナゴヤキャッスル）

- ウェスティンナゴヤキャッスル（愛知県名古屋市西区、2018年1月31日まで）
1969年の開業時はホテルナゴヤキャッスル、2000年4月27日から「ウェスティンナゴヤキャッスル」、フランチャイズ契約解消により2018年2月1日から「ホテルナゴヤキャッスル」に再改称。

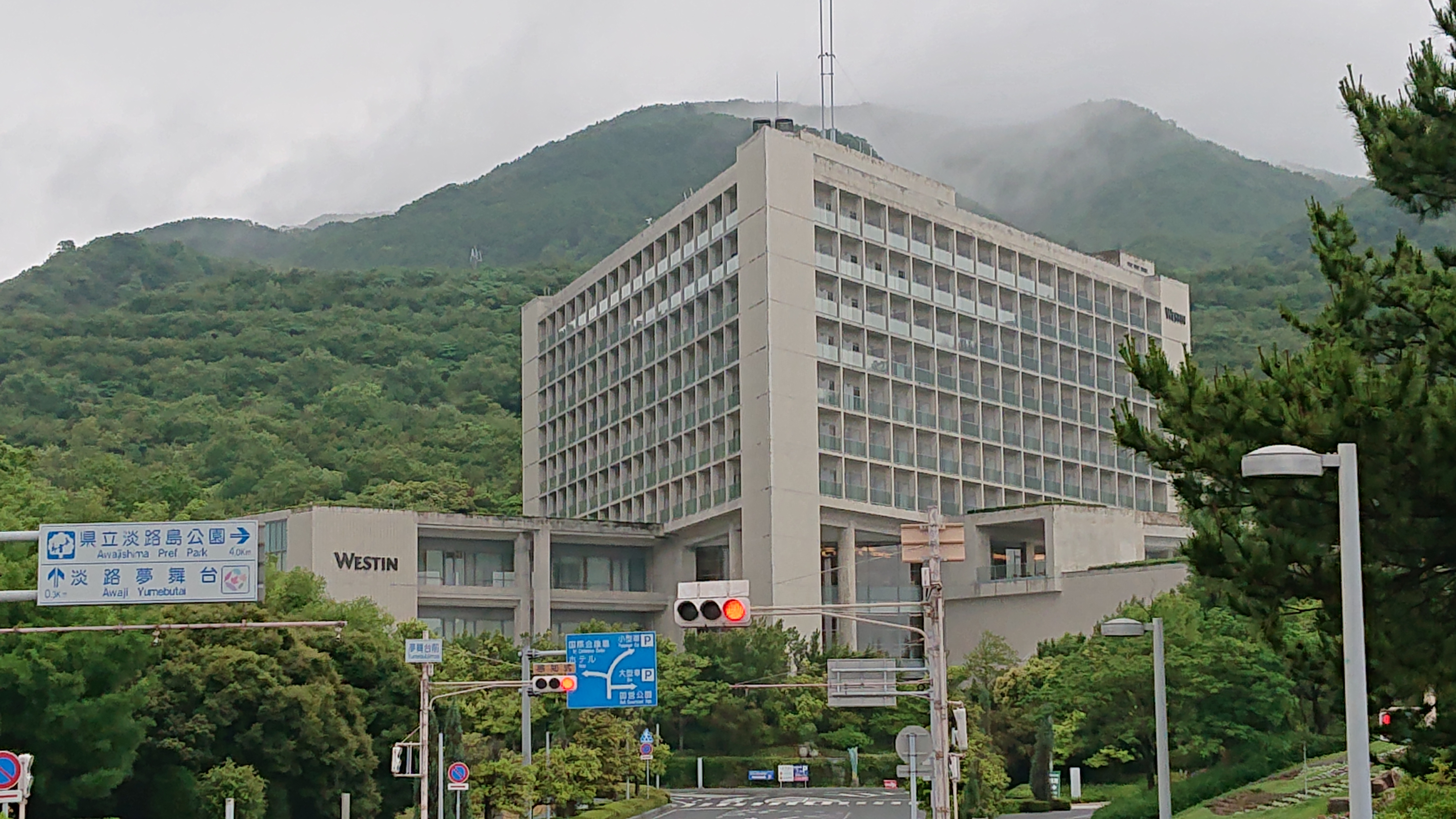
ウェスティンホテル淡路（現在はグランドニッコー淡路）

- ウェスティンホテル淡路（兵庫県淡路市）、2020年9月まで
2020年10月1日よりグランドニッコー淡路に改称。

### 進出断念
- （仮称）セントレジス東京
東京汐留ビルディングの上層部に2005年度開業予定で森トラストと住友不動産が誘致した[12]が、米国の会計基準の変更に伴い断念。代わりにコンラッド東京が入居した。
- （仮称）W Yokohama
日本初のダブリュー・ホテル（Wホテル）として、2010年夏頃を目処（後に開業予定時期を2012年5月に変更）に横浜みなとみらい地区（新港地区4街区）に開業する計画があり[13]、五洋建設とパシフィックホールディングスの特別目的会社が土地購入契約をしていたが、パシフィック社が民事再生法を申請し、更生管財人が契約を解消したため進出断念となった[14]。
- （仮称）シェラトン沖縄宜野湾ホテル
沖縄県宜野湾市の西海岸地域に2011年3月31日開業予定と2008年7月に報道された[15][16]が、同ホテルを開発する予定のジョイント・コーポレーションが2009年5月に経営破綻したため[17]、同社が同年12月までに進出断念を市に伝えた[18]。替わりに同地にはサンエー宜野湾コンベンションシティが建てられた。

### 新規開業予定
- Wホテル（北海道） - 北海道虻田郡ニセコ町のニセコビレッジ内に開業予定[19]。
- アロフト東京銀座（東京都中央区銀座６） - 2020年春開業予定。サンケイビルが開発し、マリオットが運営。206室[20][21]。
- アロフト堂島（仮称）（大阪市北区） - 大阪堂島ホテル再開発事業として、堂島ホテル跡地に2020年度開業予定。300室[22]。
- HIYORIチャプター京都トリビュートポートフォリオホテル（2021年6月18日開業予定、京都市中京区）[23]